# Ascensor de Iturribide-Zabalbide
El ascensor de Iturribide-Zabalbide es un ascensor ubicado en la villa de Bilbao.

## Historia
Inaugurado por el Ayuntamiento de Bilbao el 15 de mayo de 2015, conecta las calles Iturribide, a la altura del número 91, y Zabalbide, a la altura del número 45, mejorando así la accesibilidad a los barrios de Bilbao, en este caso entre el Casco Viejo y Santuchu.
El elevador, con una estética similar a la de un funicular, ya que está inclinado, tiene una pendiente de 22 grados y realiza tres paradas.
La obra se enmarca en el Plan Especial de Elementos Mecánicos, que incluye otros cinco ascensores en Basurto, Zorrozgoiti, Ocharcoaga y en la Plaza del Funicular.

## Medios de transporte
Como medio de transporte alternativo ubicado junto al ascensor, se encuentran sendos accesos a la estación de Santutxu del metro de Bilbao.